# Blainville-sur-l'Eau
Blainville-sur-l'Eau è un comune francese di 4 073 abitanti situato nel dipartimento della Meurthe e Mosella nella regione del Grand Est.

## Storia

### Simboli
La croce spinata rossa in campo d'argento è il blasone della famiglia Lenoncourt. Il 7 luglio 1621 Antoine de Lenoncourt, primate di Lorena, acquisì il territorio di Blainville e fece ricostruire le mura della città che erano andate distrutte durante le guerre del XV secolo, da qui il bordo merlato d'argento dello scudo. Poco tempo dopo, Blainville fu elevata al rango di marchesato, sempre sotto il dominio di Antoine de Lenoncourt.

## Società

### Evoluzione demografica
Abitanti censiti